# Tananá
Thliboscelus hypericifolius também conhecido como Tananá, é uma espécie de inseto da ordem Orthoptera e que pertence a família Tettigoniidae, família esta que compreende vários insetos conhecidos como grilos ou "esperanças". Os poucos exemplares coletados dessa espécie foram encontrados por entomológos nas florestas tropicais da América do Sul, especificamente no território abrangido pela Floresta Amazônica do Brasil.
Os indivíduos machos do Tananá, assim como muitos outros ortópteros, são capazes de produzir sons e se utilizam dessa técnica para atrair as fêmeas para o acasalamento. No entanto, o Tananá destaca-se entre todos os insetos por sua capacidade sonora extremamente potente, conforme relatado por pesquisadores, forte o suficiente para ser ouvida há milhas de distância. Identifica-se no "cantar" dessa espécie a repetição de um som que assemelha-se às sílabas "ta-na-ná", o que originou o nome popular "Tananá" para este inseto. 
A espécie tem sido considerada rara desde os registros mais antigos a seu respeito, inclusive já no século XIX. Por esse motivo, os dados a respeito da biologia deste inseto, bem como o estado de sua preservação são escassos. Thliboscelus hypericifolius é o único representante do gênero Thliboscelus. Nenhuma subespécie é listada no Catálogo da Vida.

## Distribuição geográfica

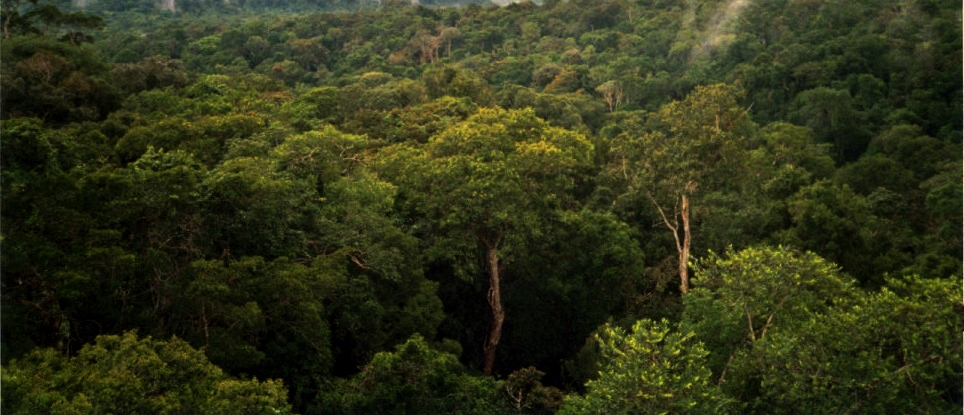
Floresta Amazônica, habitat natural do Tananá.

A maior parte dos registros dessa espécie são de coletas realizadas no Brasil, dentro da área da Floresta Amazônica. No entanto, é possível que sua ocorrência possa se estender aos países vizinhos que compartilham também de grande parte dessa região florestal, tais como Peru, Colômbia e Venezuela.
No século XIX, um exemplar da espécie foi registrado na cidade brasileira de Óbidos (01° 55' 04" S 55° 31' 04" O), no estado do Pará. Essa região, que faz parte da amazônia, é considerada de clima equatorial quente e úmido e fica localizada há cerca de 46 metros acima do nível do mar.

## Descrição
O Tananá é tido já desde o século XIX como sendo uma espécie muito rara, de modo que os insetos coletados por exploradores na Amazônia e que estão disponíveis nas coleções entomológicas de museus ao redor do mundo se restringem há pouquíssimos exemplares. Apesar do avanço da tecnologia nas últimas décadas, ainda não existem gravações de áudio (ao menos, disponíveis publicamente) do poderoso som gerado pelos machos deste inseto. Da mesma forma, carecem fotografias de um exemplar vivo na natureza. A raridade desse inseto e os poucos estudos publicados a seu respeito colocam seu estado de preservação em uma zona completamente desconhecida pela Entomologia. Dessa forma, não há parâmetros disponíveis que indiquem se a espécie corre risco de extinção ou mesmo estimativas sobre sua taxa populacional.

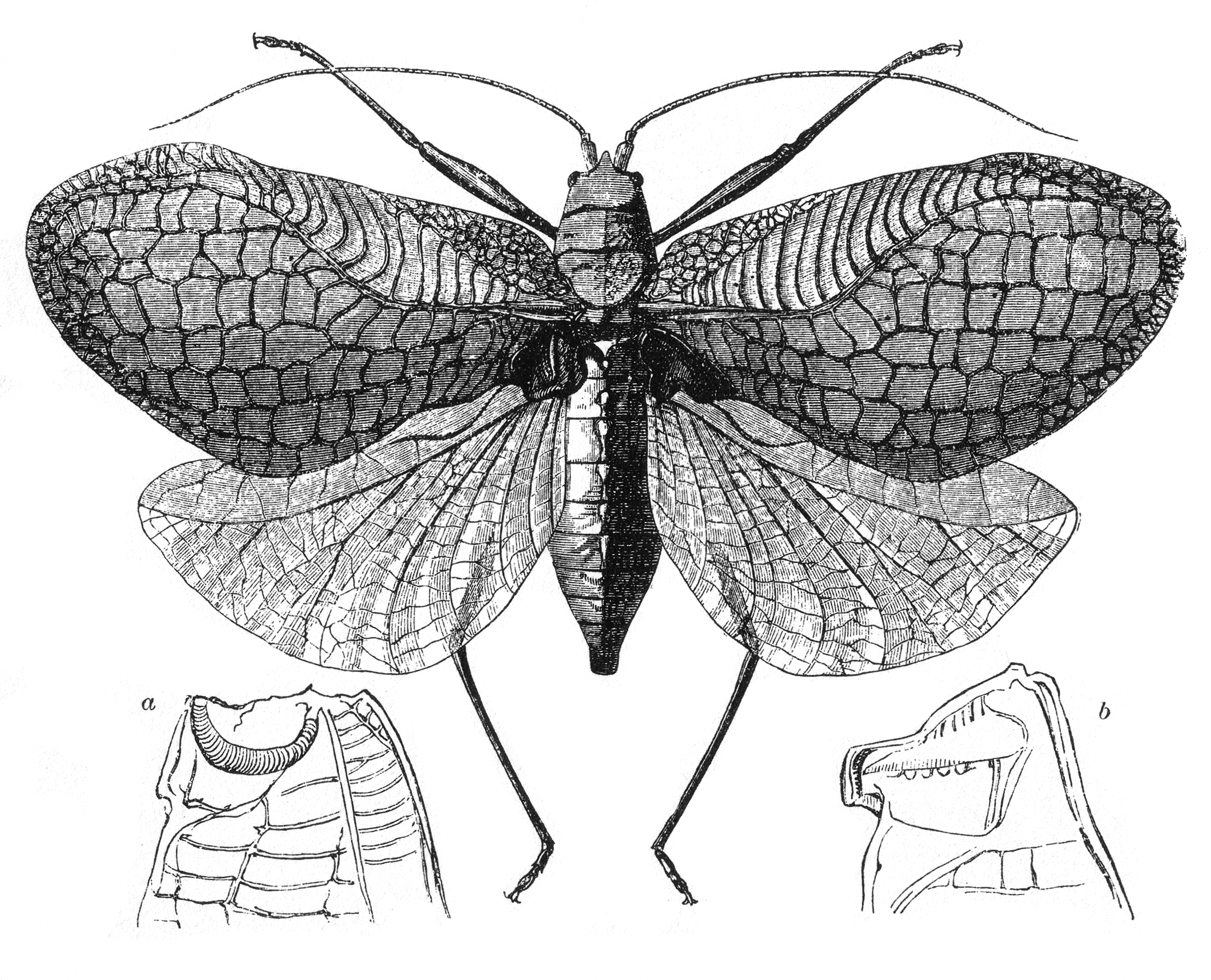
Ilustração de um macho do Tananá feita por H. W. Bates em seu livro "The Naturalist on the River Amazons". Em detalhe, as estruturas em suas asas que produzem altíssimos sons.

Insetos da ordem Orthoptera, a qual o Tananá pertence, destacam-se por possuírem um par de pernas adaptadas ao salto. Estes insetos alimentam-se de folhas de plantas e, para isso, possuem aparelho bucal do tipo mastigador. Já as antenas, são muito longas e finas.
Como muitos membros da família Tettigoniidae, o Tananá possui características miméticas que auxiliam em sua sobrevivência. Dentre essas características estão a semelhança de suas asas com folhas vegetais. Isso ocorre não apenas pela coloração esverdeada do inseto, mas também pelo fato de suas asas possuírem até mesmo nervuras em relevo, muito semelhantes às nervuras encontradas nas folhas das plantas. O formato do inseto, com as asas fechadas, é um tanto quanto diferente do formato de outras esperanças, de modo que alguns autores têm comparado a sua aparência a uma bexiga semi-inflada ou algum tipo de fruta não madura.
No par de asas superiores dos machos do Tananá, existem duas nervuras especialmente adaptadas, uma serrilhada e outra lisa. O inseto tem a capacidade de, num bater rápido de asas, gerar uma forte fricção entre essas duas membranas. O atrito produzido por essa fricção gera um som de altíssima potência, já que o formato ovalado e oco de suas asas atua também como uma espécie de Caixa acústica que intensifica o som. Essa capacidade incomparável a qualquer outro inseto do tipo tem feito alguns autores se referirem ao Tananá como um instrumento musical vivo.

## Ciclo de vida
Os insetos ortópteros, de maneira geral, desenvolvem-se de modo hemimetábolo, isto é, ao nascerem dos ovos, as ninfas possuem já aparência que lembra o espécime adulto. No decorrer de seu desenvolvimento, as ninfas passam por estágios de mudança de exoesqueleto, que possibilitam o crescimento e o desenvolvimento completo de suas asas, que só se tornam plenamente desenvolvidas quando o inseto chega a fase adulta.
Os machos atraem as fêmeas para o acasalamento utilizando sua intensa capacidade sonora, superior em potência até mesmo ao som produzido pelos machos das cigarras. Isso possibilita que fêmeas muito distantes possam ouvir o som, identificá-lo e rastrear a sua origem por entre a floresta, levando-as a encontro dos machos e possibilitando a reprodução da espécie.
Muitos Tettigoniideos possuem hábitos arborícolas, e as características morfológicas do Tananá sugerem que este seja também o caso dessa espécie em particular. Assumindo-se que esse inseto tenha hábitos semelhantes a de outros membros dessa mesma família, presume-se que as fêmeas, após o acasalamento, procuram depositar seus ovos entre a vegetação com o auxílio de um ovipositor especializado para essa função.

## Interesse evolutivo
As características sonoras únicas do Tananá foram alvo de estudo de grandes pesquisadores no campo da Teoria da Evolução.

### Henry Walter Bates

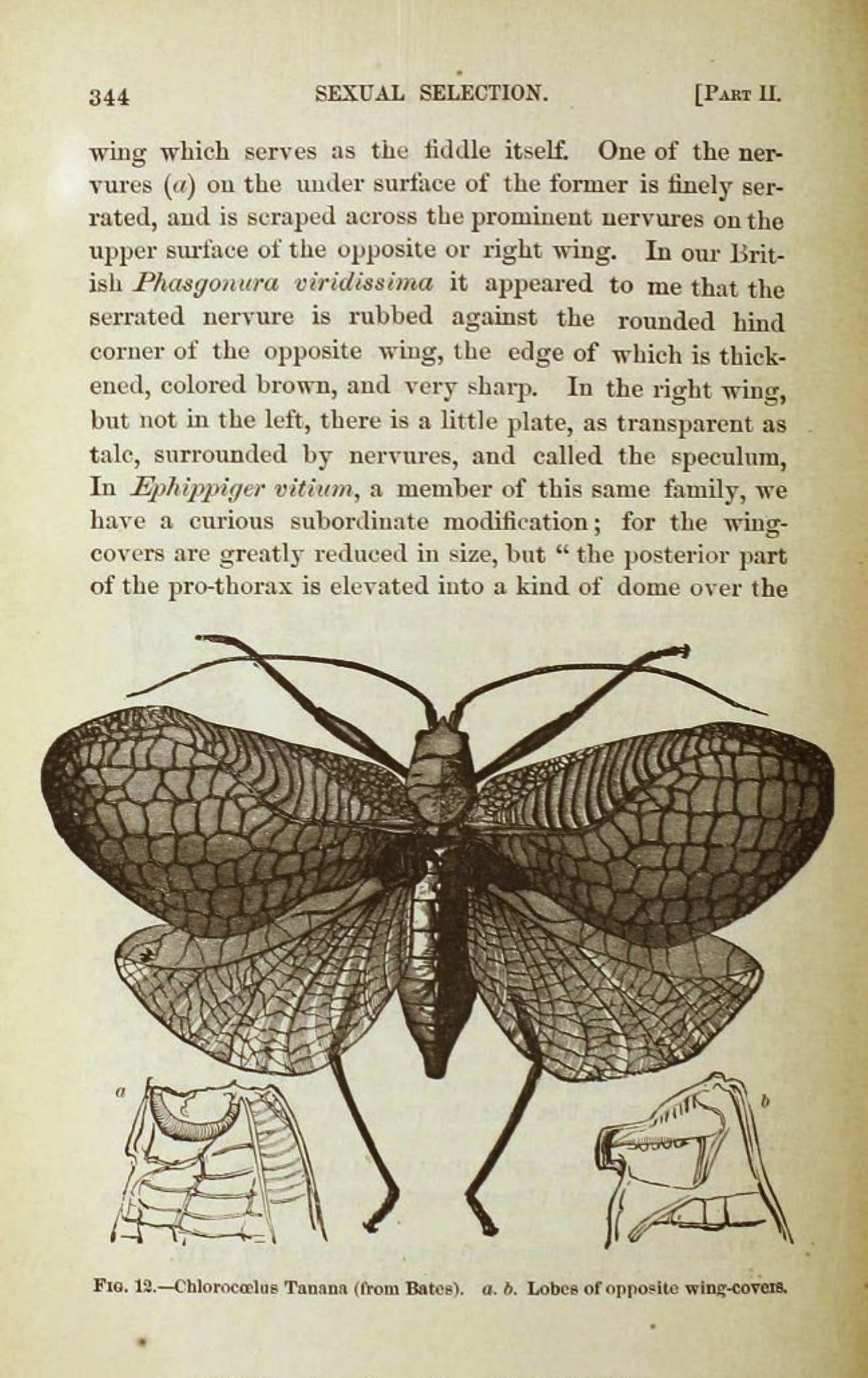
Página com ilustração de Bates no livro "The Descent of Man" (1871), de Charles Darwin.

Esta espécie ficou conhecida por despertar grande interesse do naturalista britânico Henry Walter Bates, enquanto este fazia sua expedição percorrendo o Rio Amazonas, no Brasil. O relato de sua expedição foi publicado em 1863 no livro de sua própria autoria intitulado "The Naturalist on the River Amazons" (Um Naturalista no Rio Amazonas). Neste livro, Bates descreve ter encontrado um espécime enquanto permaneceu na cidade de Óbidos, no estado do Pará. Em suas próprias palavras:
| “ | Uma curiosa espécie de grilo é encontrada na região, produzindo o macho um ruído muito alto e bastante musical ao esfregar uma na outra as bordas de suas asas superiores, ou élitros. Não há dúvida de que o som é o mais alto e o mais extraordinário que já ouvi ser emitido por um inseto ortóptero. | ” |

De acordo com Bates, os nativos daquela região tinham por hábito prender esta espécie em pequenas gaiolas, com fins de entretenimento, já que este inseto é dotado de uma capacidade de produzir um som semelhante ao de cantar dos pássaros, porém, com uma potência sonora extraordinária para um inseto, forte o suficiente para ser ouvida há milhas de distância:
| “ | Esse grilo não parece, entretanto, ser muito comum ali. Quando os nativos conseguem capturar algum, costumam prendê-lo dentro de uma gaiolinha de vime para poderem ouvir o seu canto. | ” |

O registro feito por Bates sobre o Tananá tem sido levantado como o primeiro a demonstrar o uso de insetos como forma de entretenimento na América do Sul. Até então, os poucos registros de práticas semelhantes onde grilos eram colocados em gaiolas por causa de suas habilidades sonoras vinham da Ásia, mais acentuadamente na China e no Japão, onde ainda há registros de ocorrência desse costume.

### Charles Darwin
O Tananá também chamou a atenção do evolucionista Charles Darwin, que após trocar correspondências com Bates, decidiu também publicar a respeito do inseto em seu livro "The Descent of Man" (A Descendência do Homem), de 1871. Para Darwin, a habilidade sonora dos machos desta espécie de inseto eram um exemplo fascinante do poder da Seleção sexual. No livro, Darwin reproduziu a ilustração feita por Bates, bem como uma descrição detalhada do modo como essa espécie e outras produzem os seus sons.